# Ludovic Michaux
Pour les articles homonymes, voir Michaux.
Pas d'image ? Cliquez ici

a Compétitions nationales et continentales officielles uniquement.

Ludovic Michaux, né le 13 février 1982 à Clermont-Ferrand (Puy-de-Dôme), est un joueur français de rugby à XV qui évolue au poste de deuxième ligne (2,05 m pour 106 kg).

## Biographie
Ludovic Michaux naît le 13 février 1982 à Clermont-Ferrand dans le département du Puy-de-Dôme en France. Il grandit à Orcival dans le Puy-de-Dôme.
Joueur de rugby à XV, il est formé à l'AS Montferrand et intègre plus tard son centre de formation avant de faire ses débuts professionnels en 2002,.
Il joue ensuite au Pays d'Aix RC, en Pro D2, durant la saison 2005-2006. De 2006 à 2008, il évolue au RC Narbonne puis au Castres olympique à partir de l'été 2008,. 
En novembre 2009, il est invité avec les Barbarians français pour jouer un match contre un XV de l'Europe FIRA-AER au Stade Roi Baudouin à Bruxelles. Ce match est organisé à l'occasion du 75e anniversaire de la FIRA (Association européenne de rugby). Les Baa-Baas l'emportent 26 à 39.
En 2010, il retourne au Pays d'Aix RC avant de revenir en Auvergne au Montluçon Rugby à partir de la saison 2012-2013 et jusqu'en 2015,,.
Il joue ensuite au RC Clermont-Cournon jusqu'en 2017.